# Wohnhaus Alte Heerstraße 37
Das Wohnhaus Alte Heerstraße 37 im niedersächsischen Nordenham-Esenshamm im Landkreis Wesermarsch stammt vom Ende des 18. oder Anfang des 19. Jahrhunderts.
Aktuell (2024) wird es als Wohnhaus genutzt.
Das Gebäude steht unter Denkmalschutz (siehe auch Liste der Baudenkmale in Nordenham).

## Beschreibung
Das eingeschossige verputzte Gebäude mit Satteldach und dem zweigeschossigen mittigen Giebelrisalit sowie den gerahmten rechteckigen Öffnungen und einem geschossteilenden Gesims wurde wohl um 1890 bis 1910 gebaut. Bemerkenswert ist die Eingangstür mit einem Korbbogen.
Das Landesdenkmalamt befand zur Bedeutung: „wissenschaftlich, städtebaulich“.